# Москва (басейн)

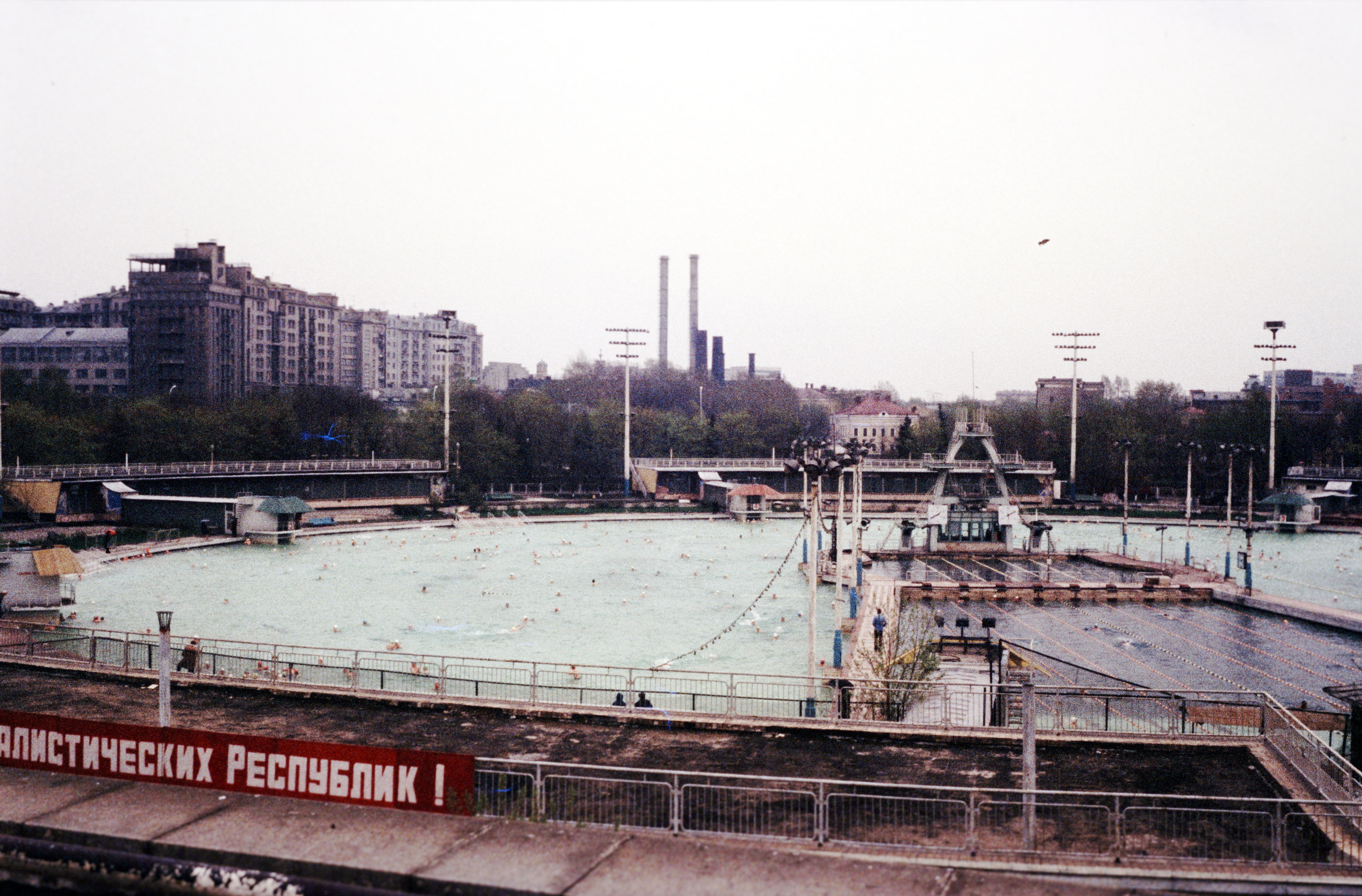
Басейн «Москва» в 1980 році

«Москва» — плавальний басейн просто неба, який існував з 1960 року по 1994 рік у центрі Москви, на березі Москви-ріки. У кінці 1994 року басейн знесли для відновлення на старому місці Храму Христа Спасителя, який знаходився тут до 1931 року.
Будівництво розпочали в 1958 по проєкту архітектора Дмитра Чечуліна.
Спочатку на місці знесеного Храму Христа Спасителя планувалося побудувати грандіозну будівлю — Палац Рад, але через початок Другої світової війни будівництво припинилось, а фундамент залишився. Тому було прийняте рішення про будівництво відкритого басейну.
Басейн працював цілий рік, включаючи зиму. Температура води в басейні підтримувалась шляхом підігріву. Через велику площу випаровування водної поверхні басейн був причиною корозії сусідніх будинків. Особливо це проявлялось узимку, коли в повітрі постійно стояла стіна з пари. Басейн розташовувався навпроти Державного музею образотворчих мистецтв імені О. С. Пушкіна, через це надходили скарги, що сусідство з басейном погано впливає на експонати
Ось як розповідає про басейн працівник:
|  | "Я підробляв у басейні охоронцем (стежив за порядком на воді). Кожен день ми брали забір води на аналіз. У воді була хлорка і мідний купорос. Я проплавав 5 років і заразу не підхопив, коли вода починала цвісти, то спускали воду і чистили дно. У лазні більше шансів підхопити заразу. До речі, дуже багато дітей, яких ми навчали там плаванню. Приходили тренери з ДСШ і відбирали найбільш перспективних. ""Оригінальний текст (рос.) "Я подрабатывал в бассейне "часовиком" (следил за порядком на воде).Каждый день мы брали забор воды на анализ. В воде была хлорка и медный купорос. Я проплавал 5 лет и заразу не подхватил, когда вода начинала цвести, то спускали воду и чистили дно. В бане больше шансов подхватить заразу. Кстати очень много детей, которых мы обучали там плаванию. Приходили тренеры из ДСШ и отбирали наиболее перспективных." |